# Елагин остров
Ела́гин о́стров — остров в дельте Невы, в историческом районе Острова. На острове располагается Центральный парк культуры и отдыха имени С. М. Кирова (ЦПКиО). Природный комплекс Елагина острова постановлением Правительства Санкт-Петербурга от 26 июня 2016 года № 647 объявлен памятником природы регионального значения в целях сохранения ландшафтного и биологического разнообразия на территории Санкт-Петербурга, создания условий для развития экологического и культурного просвещения, улучшения состояния окружающей среды на территории города.
Фактически Елагин остров — это несколько островов, разделённых каналами и прудами.

## География
Остров расположен в Петроградском районе Санкт-Петербурга на территории муниципального образования «Чкаловское». Это самый северный из островов устья реки Невы. С севера его омывает река Большая Невка, на юге и юго-востоке река Средняя Невка отделяет его от Крестовского и Каменного островов; на западе он узким мысом выдаётся в Финский залив.
Площадь острова 96,8 га. Протяжённость с востока на запад — 2,1 км, с севера на юг — 0,75 км.

### Геологическое строение
Елагин остров — часть Приневской низины, приуроченной к древней впадине, заполненной осадочными породами верхнего протерозоя и нижнего и среднего кембрия. Кристаллический фундамент залегает на глубинах 220—230 м. Верхний слой коренных осадочных пород представлен уплотненными зеленовато-серыми глинами котлинского горизонта вендской системы верхнего протерозоя. Коренные породы перекрыты мощной (40—50 м) толщей четвертичных отложений, включающих до 3 слоев морены, межледниковые, поздне- и послеледниковые осадки. На поверхности залегают отложения Литоринового моря мощностью 2—3 м, представленные мелко- и среднезернистыми безвалунными песками и супесями, местами заиленными. Кроме того, в пределах острова имеются участки насыпного грунта, в основном песчаного, мощность которого местами достигает 1 м и более.

### Рельеф
Рельеф Елагина острова представляет собой слабоволнистую поверхность литориновой аккумулятивной террасы с диапазоном абсолютных высот от 0 до 3,4 м. До начала насыпных работ поверхность острова, по-видимому, была не выше 2 м над уровнем моря. Максимальные абсолютные отметки имеют участки с мощным слоем насыпного грунта, в том числе западный мыс (Стрелка). Небольшие повышения и береговые валы с относительной высотой до 2 м также в основном искусственного происхождения — из грунта, вынутого при создании прудов.

### Поверхностные воды

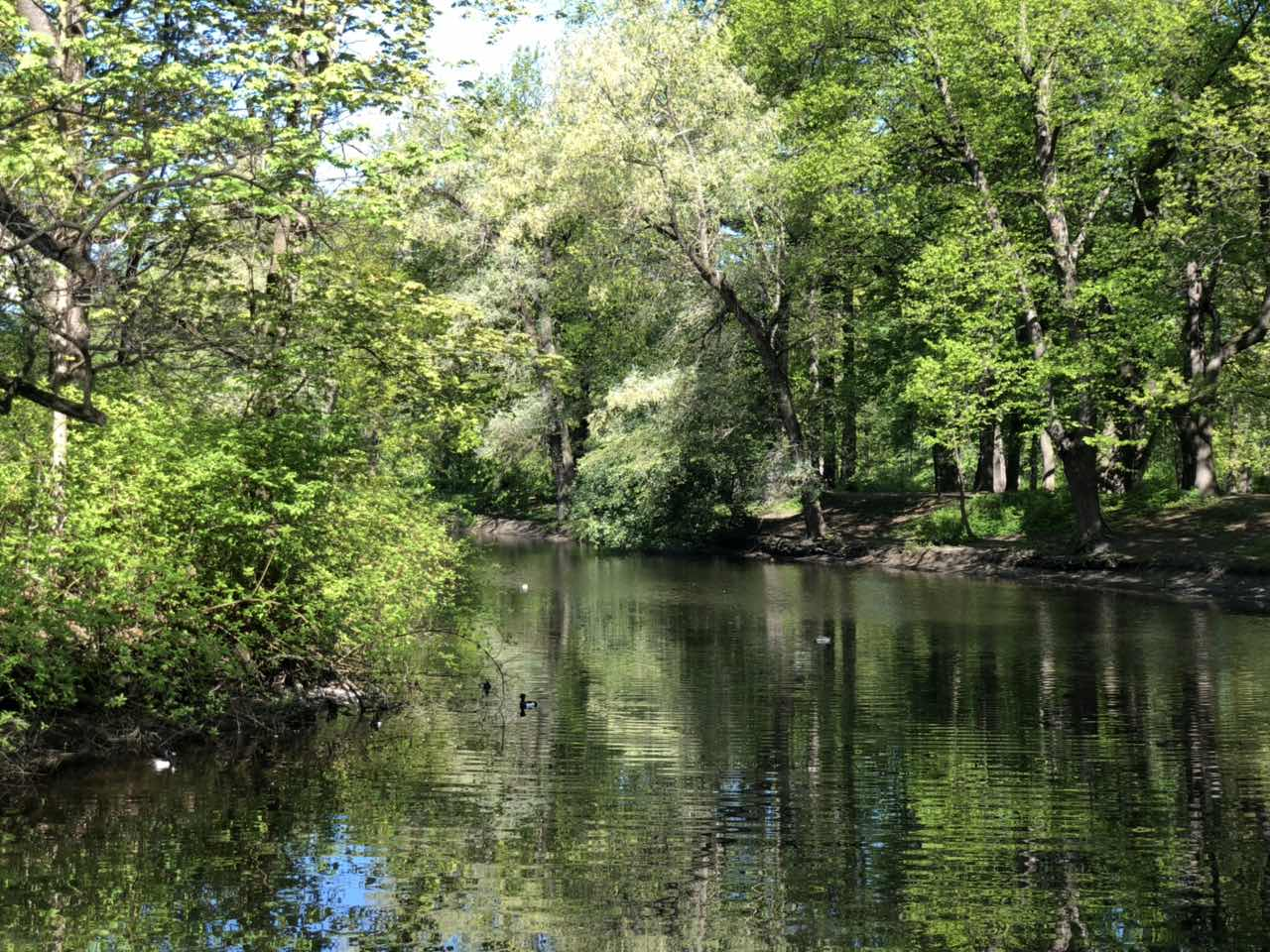
Один из прудов на острове

Водная сеть острова представлена искусственными прудами, соединенными каналами: пять прудов образуют северную цепь и четыре — южную. Их общая площадь — 20 га, что составляет пятую часть площади памятника острова. Уровень воды контролируется водопропускными устройствами на каналах, соединяющих водоемы с Большой и Средней Невками. При крупных наводнениях, происходивших до постройки комплекса защитных сооружений Санкт-Петербурга от наводнений (дамбы), вся территория Елагина острова подвергалась затоплению. Так, с 1700 по 1878 г. остров оказывался под водой 134 раза. Многочисленные наводнения наносили большой ущерб архитектурным сооружениям и парку.

### Почвы
Грунты и почвенный покров в ходе окультуривания и формирования парка претерпели большие изменения. Естественные почвы Елагина острова были торфяно- и торфянисто-глеевыми. В настоящее время преобладают варианты дерновых почв с различной мощностью гумусового горизонта и степенью оглеения.

## История

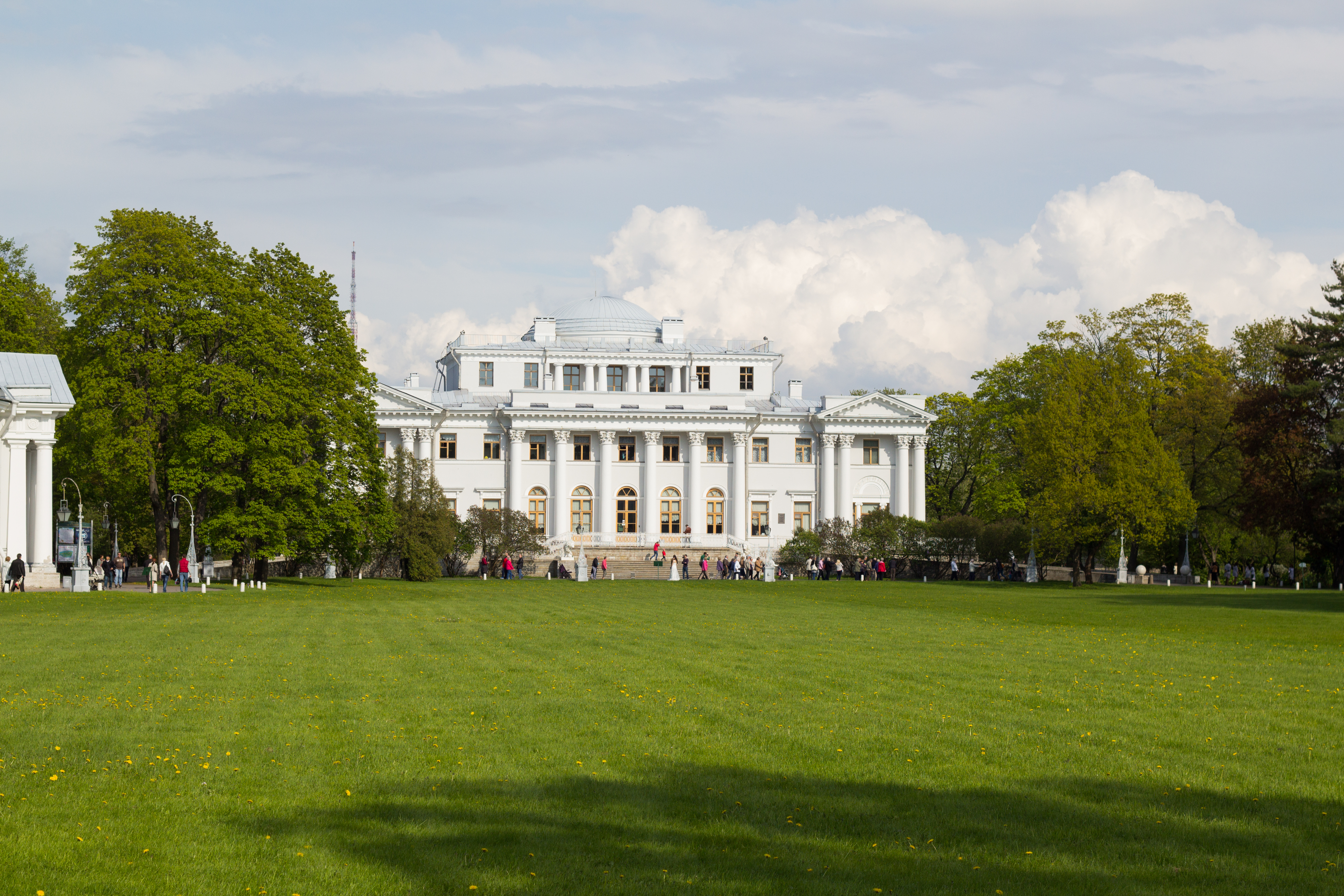
Масляный луг и Елагинский дворец

Впервые остров отмечен на шведских картах в 1643 году. Первоначальное финское название острова «Мистулансаари», русское — «Мишин остров», по созвучию или, по легенде, по водившимся в лесу медведям.
Петром I в 1709 году остров был пожалован в частное владение вице-канцлеру П. П. Шафирову.
Затем островом владели генерал-прокурор П. И. Ягушинский, действительный статский советник А. П. Мельгунов, светлейший князь Г. А. Потёмкин. Последний выкупил его за 9 тысяч рублей (по другим сведениям, это цена покупки острова И. П. Елагиным у Г. А. Потёмкина).
В народе остров именовался также по имени владельца, например, в 1776—1793 годах — Мельгунов остров, затем — Елагин остров.
Итак, пятым владельцем острова в 1777 году стал обер-гофмейстер императорского двора И. П. Елагин, имя которого закрепилось за островом до настоящего времени. В восточной части острова в 1786 году был возведен дворец, известный как Елагин (Елагиноостровский) дворец, возможно, по проекту Джакомо Кваренги. На острове был разбит парк английского типа с каналами, прудами и гротами, выстроены мостики и беседки. После смерти И. П. Елагина в 1793 году остров и парк перешли наследникам, затем перепродавались из рук в руки.
Последним, девятым, частным владельцем острова был граф Г. В. Орлов, племянник Г. Г. Орлова. У него владение было в 1817 году выкуплено Кабинетом Его Императорского Величества. Сделка обошлась казне в 350 тысяч рублей.
В 1818 году началась перестройка дворцового комплекса. Для решения этой задачи Александр I обращается к Бетанкуру, который рекомендует императору К. И. Росси, при этом убеждая царя, что никто в России не сможет успешнее справиться с этой архитектурной задачей. Для претворения задуманного Бетанкур создает специальную комиссию, где Росси назначается главным архитектором Елагина острова. Архитектор сохранил стиль классицизма, но преобразил весь остров, построил новые служебные корпуса, летние павильоны, пристани. Основные работы были выполнены в 1818—1822 годах, стоимость работ составила 1588 тысяч рублей.
Над созданием ансамбля работали также садовый мастер Д. Буш, скульпторы С. С. Пименов и В. И. Демут-Малиновский, художники-декораторы А. Виги, Б. Медичи, Д. Б. Скотти, С. Тарасов, помощники архитектора А. Комаров и М. Войлоков, мраморщики П. Модерни, П. Трискорни, Я. Щенников, резчики по дереву Н. Опарин и С. Никитин, мебельщики Г. Гамбс, И. И. Бауман, А. И. Тур, В. И. Бобков.
Во время Крымской войны на западной стрелке острова была установлена артиллерийская батарея.
До 1817 года остров во владении русского императорского дома, предназначался для вдовствующей императрицы Марии Фёдоровны, являлся одной из царских резиденций. С 1826 года в парк открыт публичный доступ, с 1917 года в общественном достоянии.

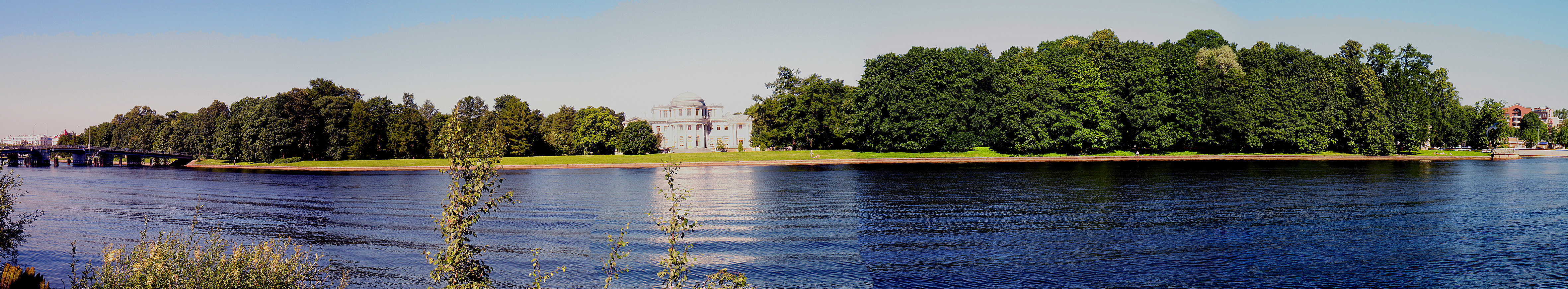
Елагин остров и дворец

В 1918—1929 годах в Елагином дворце располагался Музей истории и быта, с 1930 года филиал Института растениеводства Академии наук. В 1920-х годах произведена перепланировка западной оконечности Елагина острова (архитектор Л. А. Ильин, инженер Б. Д. Васильев), возведена двухъярусная терраса с площадкой, обрамленной парапетом из светло-розового гранита, по краям которого были установлены каменные львы, перенесённые от Строгановской дачи.
С 2006 по 2018 годы были выполнены работы по реставрации фасадов Елагиноостровского дворца, комплексная или частичная реставрация всех служебных исторических корпусов архитектурного ансамбля и эстрадные площадки. На восстановленных территории парка проводятся фестивали и концерты под открытым небом.

## Парк

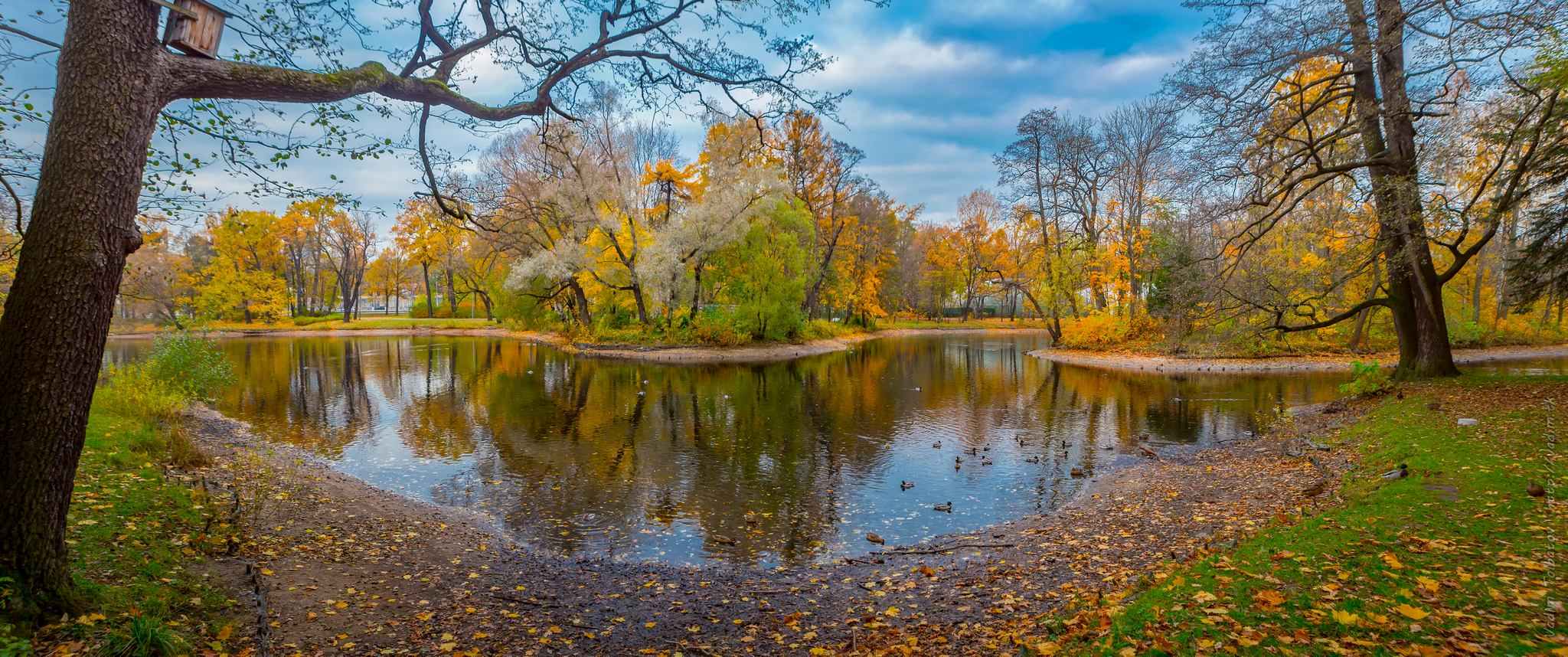
Третий Северный пруд

Практически всю территорию острова занимает Центральный парк культуры и отдыха имени С. М. Кирова, открытый в 1932 году. Имя С. М. Кирова парку и острову было присвоено в 1934 году.
В 1935—1936 годах на Центральной аллее были установлены скульптуры М. Г. Манизера и Е. А. Янсон-Манизер.
В период Великой Отечественной войны павильоны и интерьеры дворца были сильно повреждены. Восстановительные работы начались сразу после войны. Парк был открыт заново в 1961 году, реставрация была продолжена в 1980—1990-х годах. В 1987 году во дворце был открыт Музей русского декоративно-прикладного искусства и интерьера XVIII—XX вв. В 1991 году в одном из фрейлинских корпусов была открыта Школа садово-паркового искусства и ландшафтной архитектуры.
В настоящее время в состав парка входит Елагиноостровский дворец, Оранжерейный корпус (размещена библиотека и дирекция парка), Кухонный корпус, Конюшенный корпус (проводятся выставки), музыкальный павильон, эстрадный театр, «масляный луг», Большая площадь, павильон Гранитной пристани и др. Устроены кафе, клубы, теннисные корты, лодочная станция, волейбольная площадка и др.
На острове имеется система внутренних прудов, проток и островков на них. Один из островков в летнее время занимают обезьяны, которые живут там свободно. Имеется небольшой зверинец, куда в основном попадают животные, подобранные служителями и посетителями парка.
На остров можно попасть по трём Елагиным мостам с Крестовского, Каменного островов и из Приморского района. Ближайшие станции метро — «Крестовский остров» и «Старая Деревня».

## Галерея

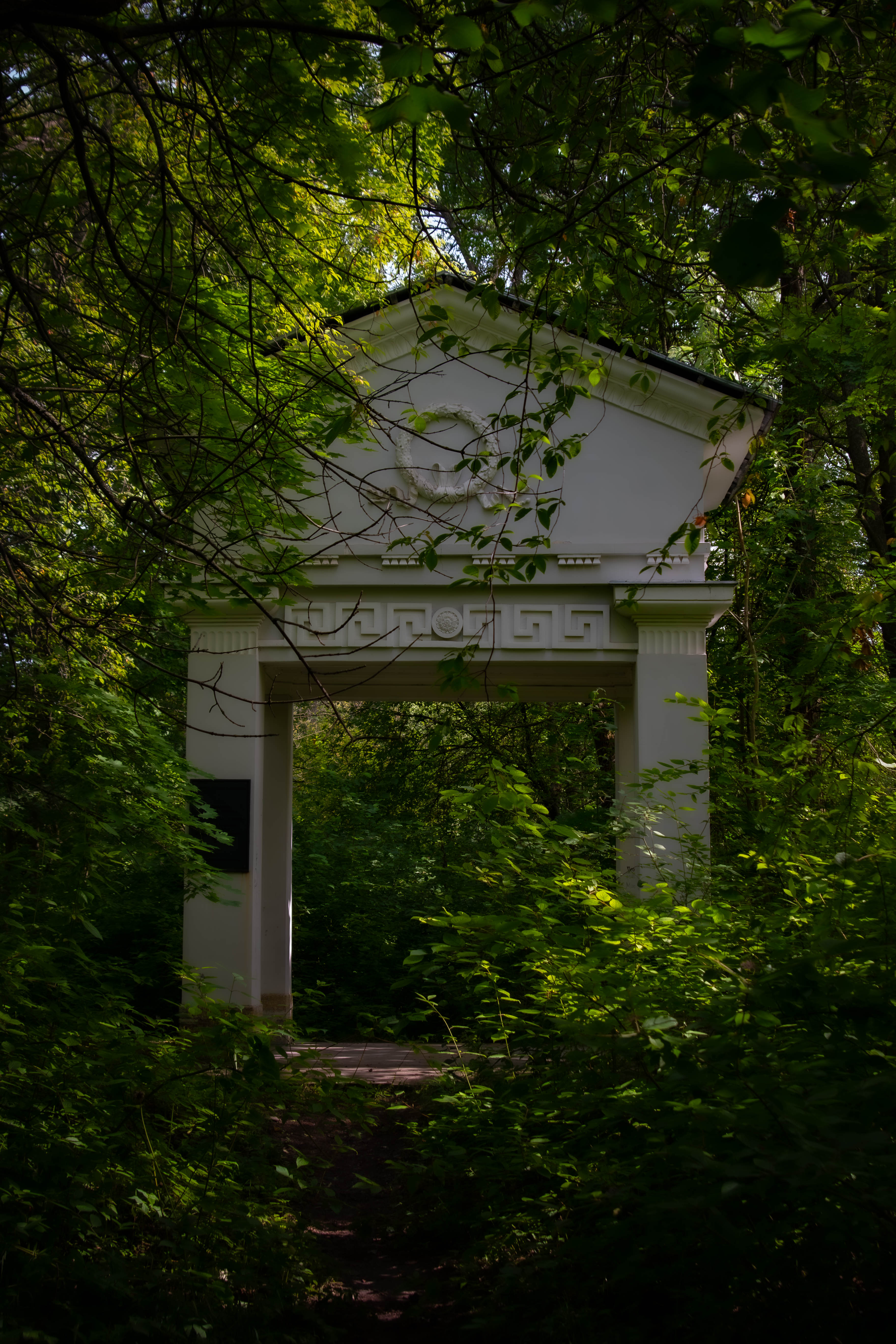
Павильон на Елагином острове
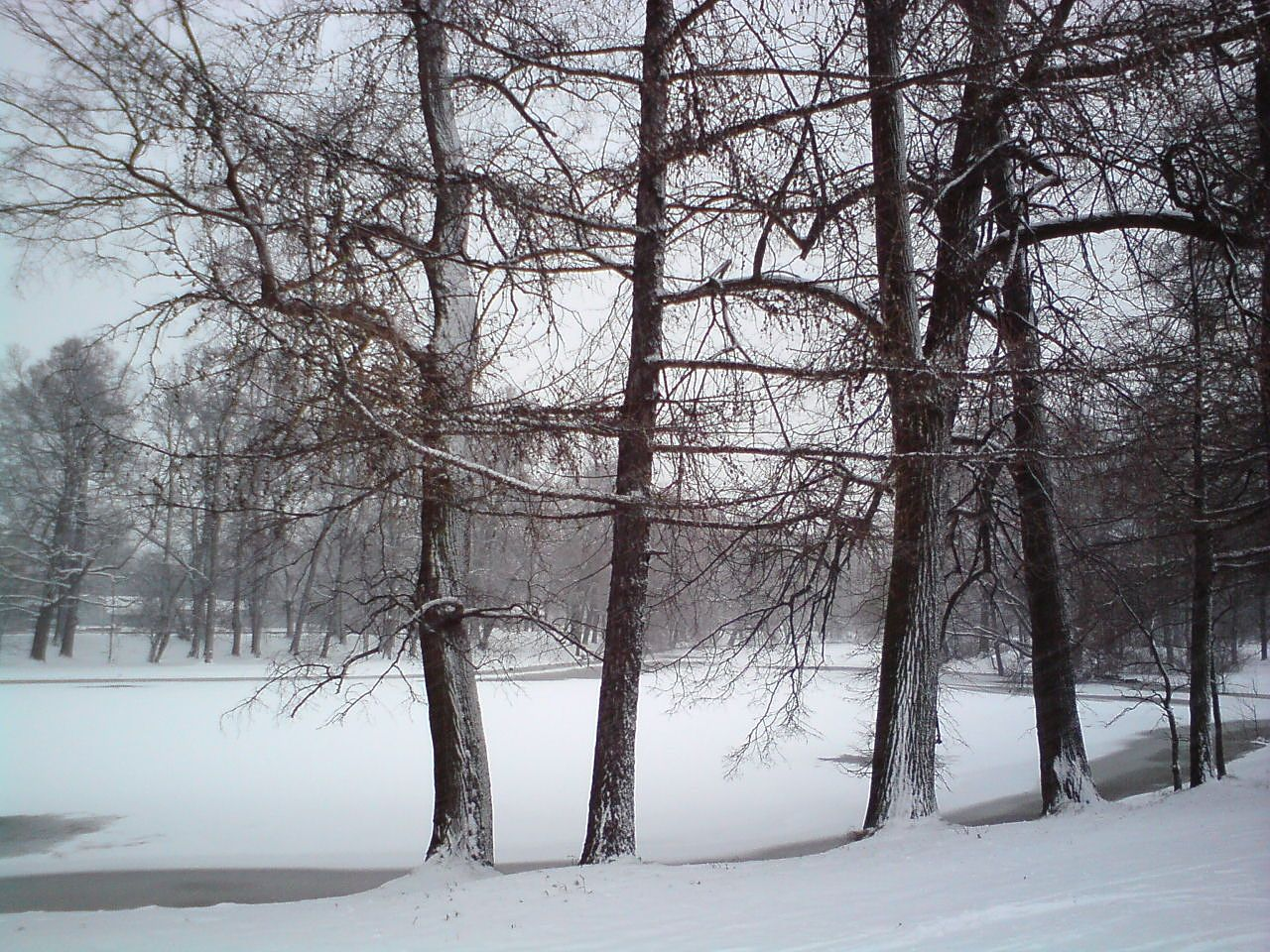
Зимой на Елагином острове
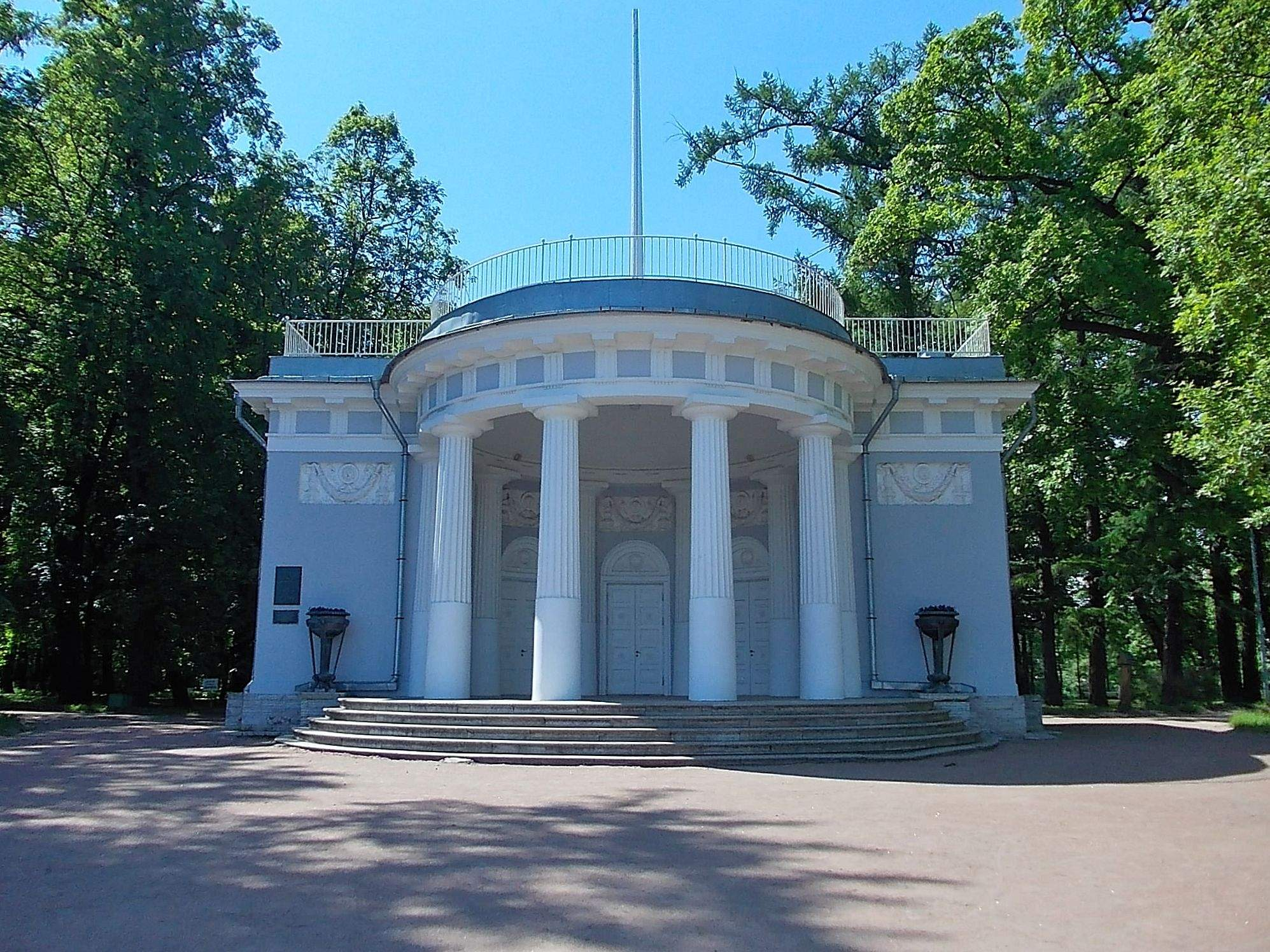
Павильон под флагом
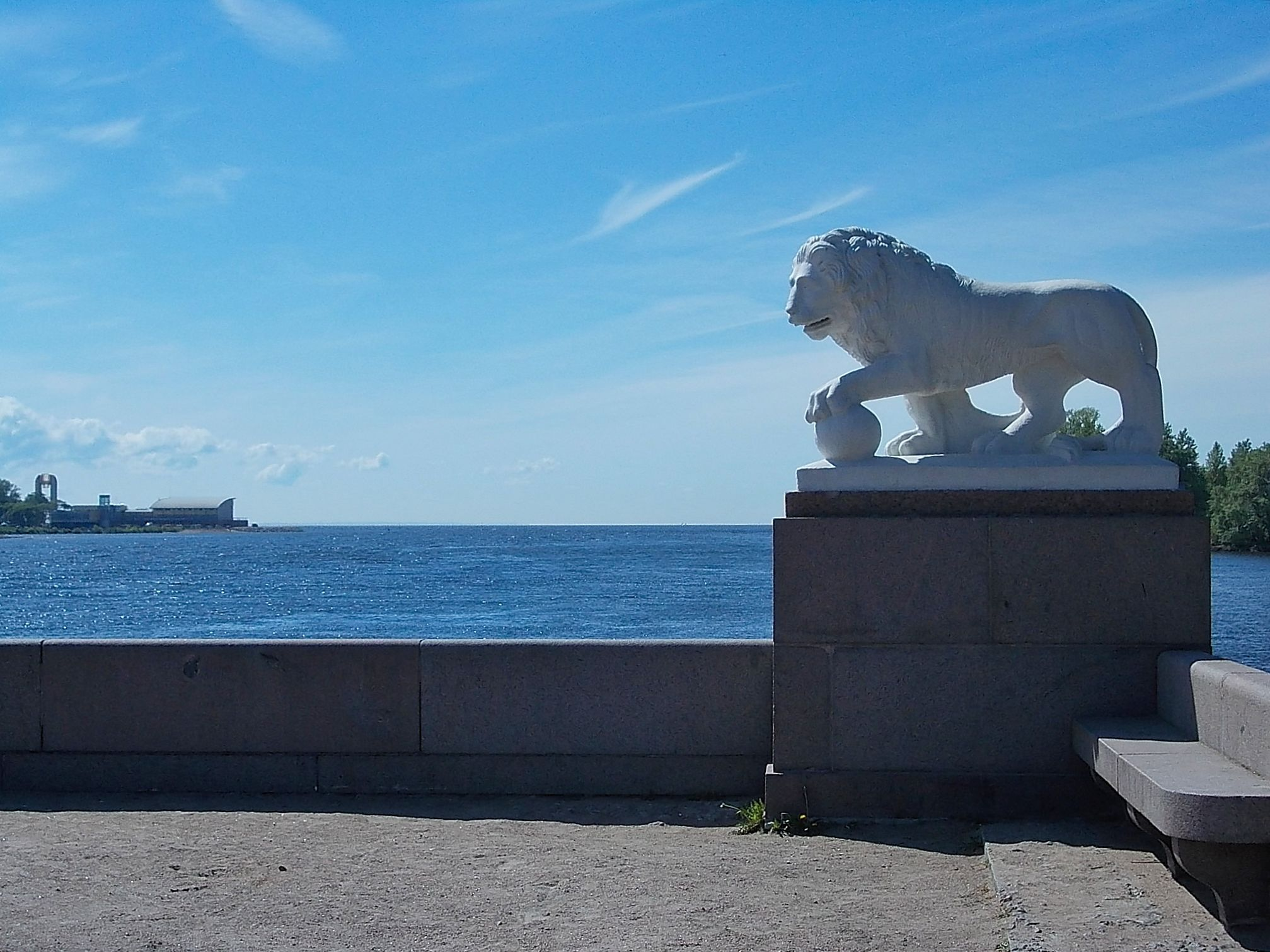
Лев на Западной стрелке Елагина острова
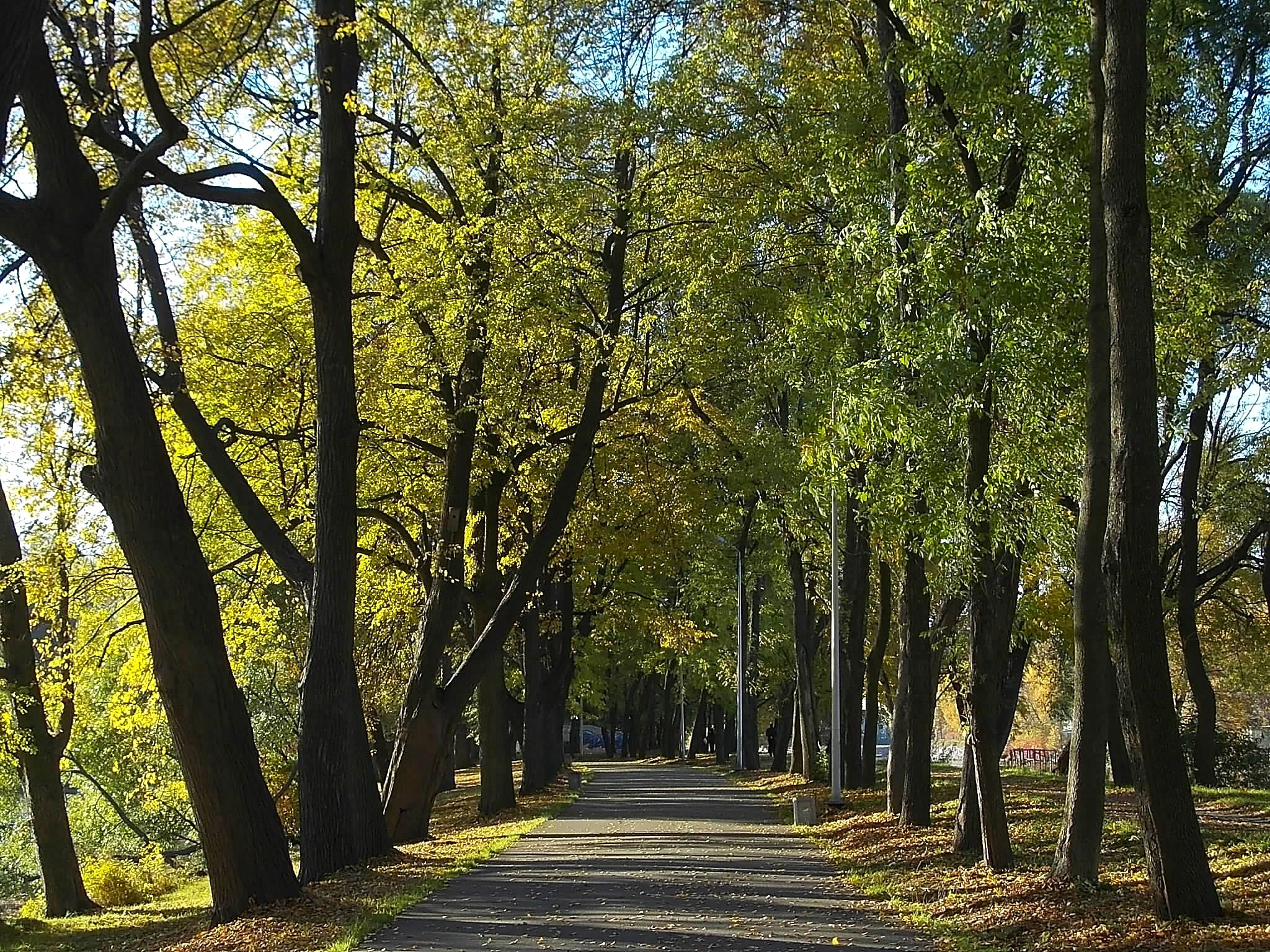
Аллея на Елагином острове
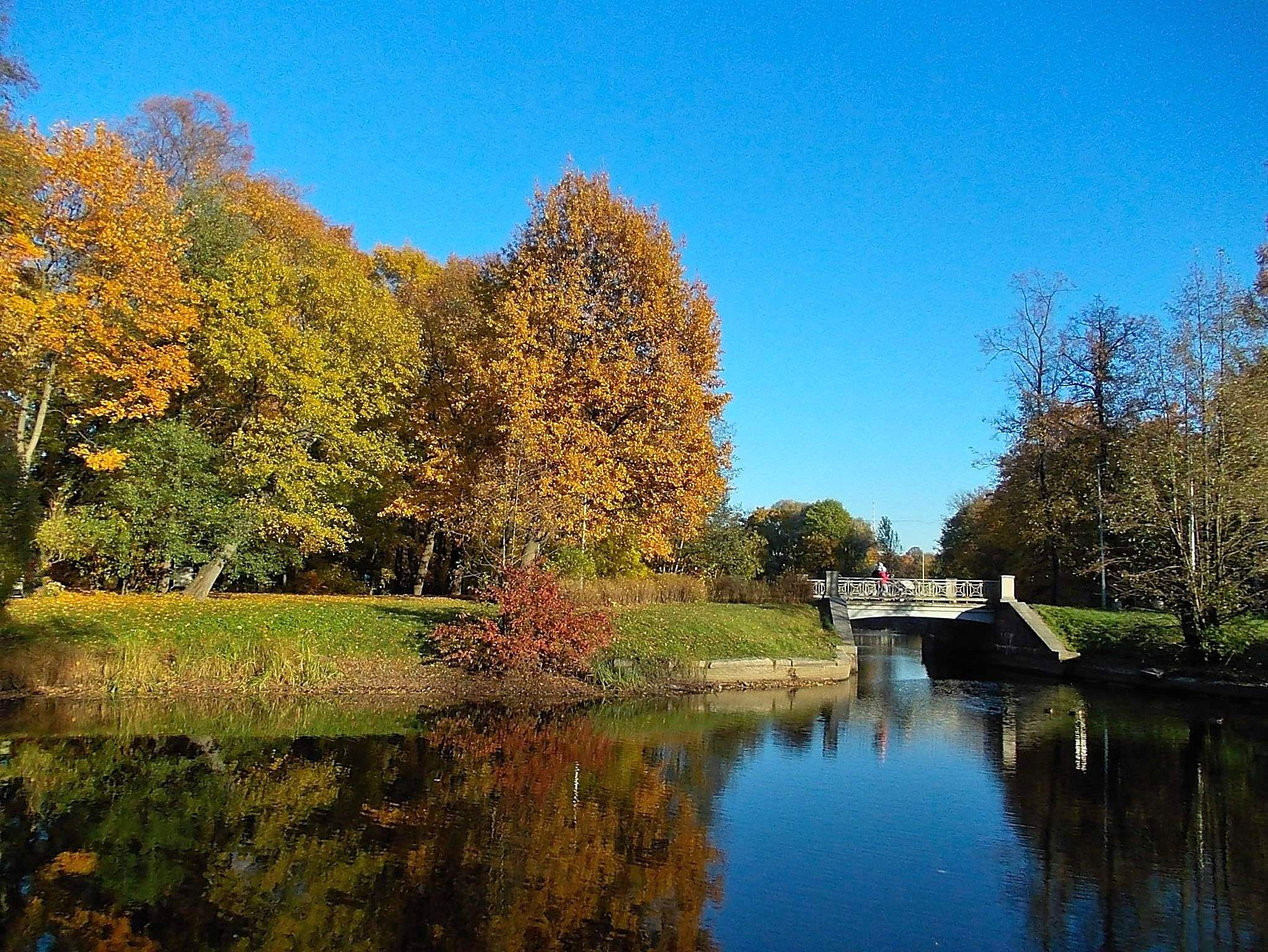
Осенний пейзаж на прудах Елагина острова
Памятник Кирову у 2-го Елагина моста
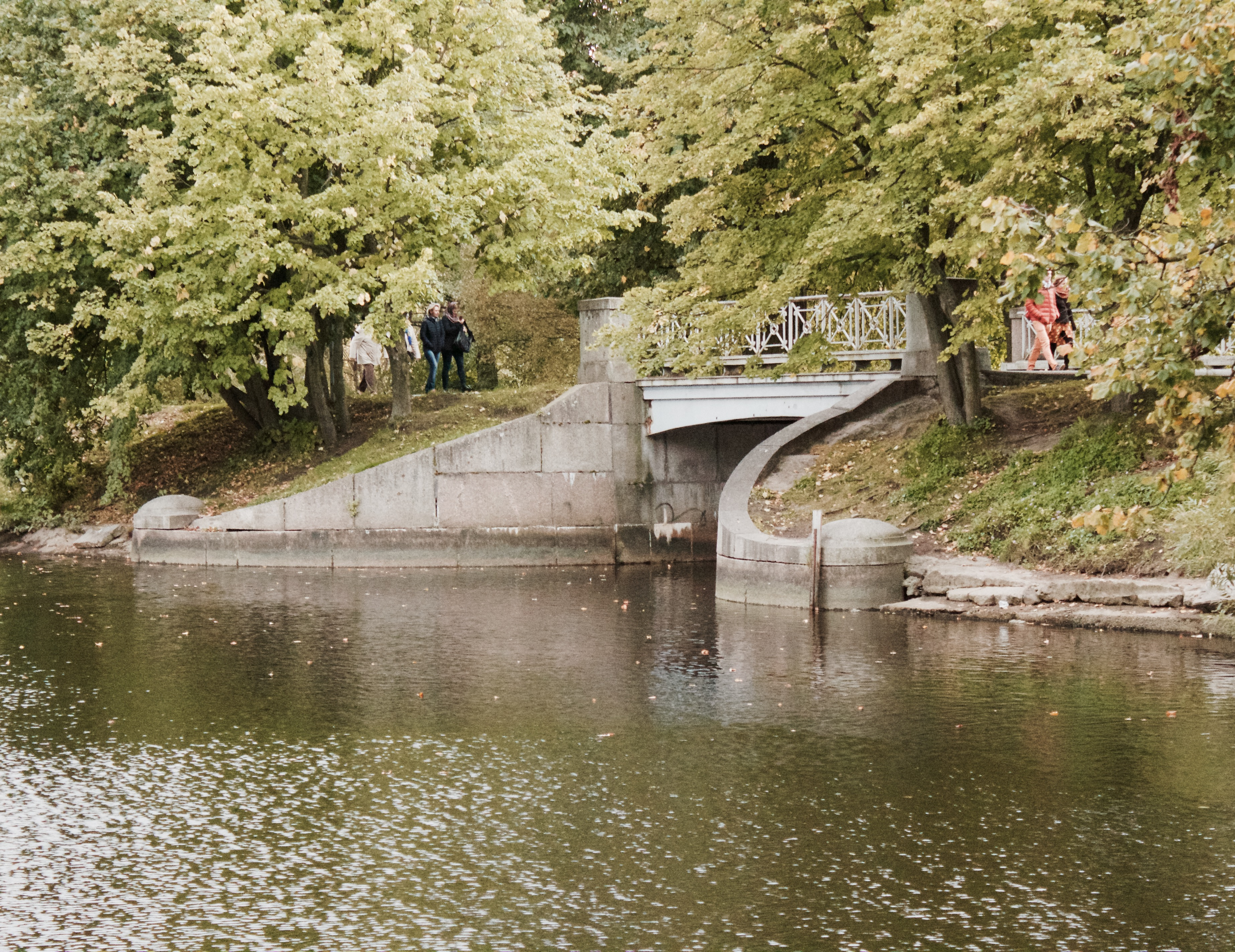
Мост на Елагином острове
Памятник 8-му дивизиону катеров-тральщиков
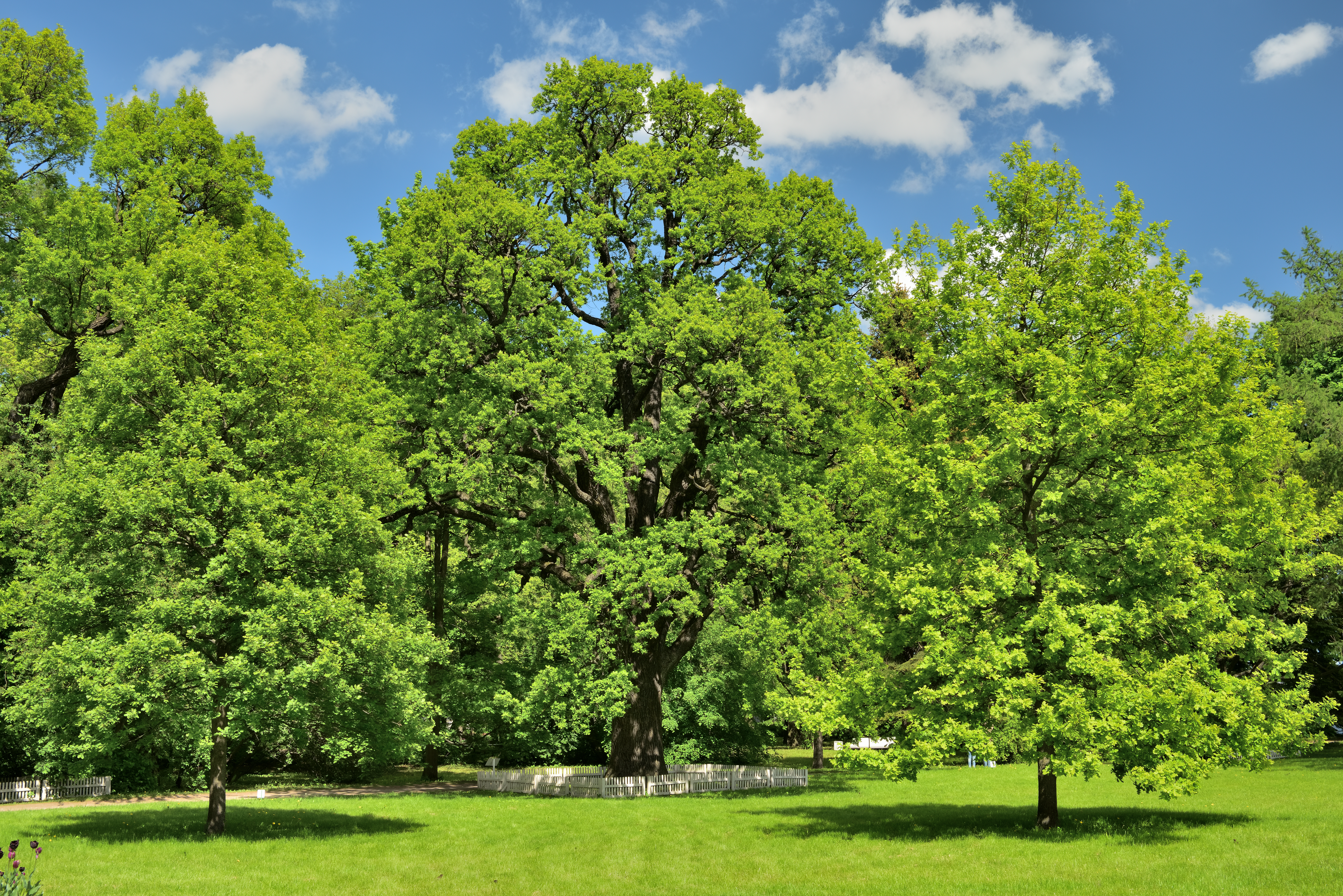
Старый дуб (в центре) в окружении новых посадок. Возраст дерева около 300 лет; высота — около 20 м.